# Espiral hiperbólica

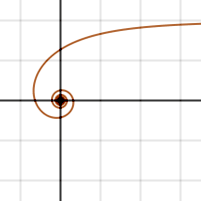
Espiral hiperbólica para a=2

Uma espiral hiperbólica é uma curva plana transcendental, também conhecida como espiral recíproca. Se define pela equação polar rθ = a, e é a inversa da espiral de Arquimedes.
Começa em uma distância infinita do ponto central (para θ começando desde zero, r = a/θ começa desde o infinito), e se enrola cada vez mais rapidamente a medida que se aproxima ao e aproxima do ponto, a distância de qualquer ponto ao centro, seguindo a curva, é infinito. Aplicando a transformação desde o sistema de coordenadas polares:
{\displaystyle x=r\cos \theta ,\qquad y=r\sin \theta ,}
conduz à seguinte representação paramétrica em coordenadas cartesianas:
{\displaystyle x=a{\cos t \over t},\qquad y=a{\sin t \over t},}
onde o parâmetro t é um equivalente de θ nas coordenadas polares.
A espiral tem uma assíntota em y = a: quando t se aproxima de zero, a ordenada se aproxima até a, ainda que a abscissa cresça até o infinito:
{\displaystyle \lim _{t\to 0}x=a\lim _{t\to 0}{\cos t \over t}=\infty ,}
{\displaystyle \lim _{t\to 0}y=a\lim _{t\to 0}{\sin t \over t}=a\cdot 1=a.}
Foi Pierre Varignon que primeiro estudou esta curva, em 1704. Posteriormente Johann Bernoulli (1710 - 1713) e Roger Cotes (1722) trabalharam sobre a curva.